# Én kicsi pónim (film, 1986)
Az Én kicsi pónim (eredeti cím: My Little Pony: The Movie) 1986-ban bemutatott amerikai rajzfilm, amelynek a rendezője Michael Joens, a producerei Joe Bacal, Tom Griffin és Michael Joens, a forgatókönyvírója George Arthur Bloom, a zeneszerzője Robert J. Walsh. A mozifilm a Marvel Productions gyártásában készült, a Paramount Pictures forgalmazásában jelent meg. Műfaja zenés fantasyfilm.
Amerikában 1986. augusztus 6-án mutatták be a mozikban. Magyarországon 1990 októberében, új magyar változattal 1997-ben adták ki VHS-en, később DVD-n is kiadták.

## Ismertető
A történet főhősei a kicsi pónik, akik otthonukban, Álomvölgyben, az állati barátaikkal a virágos réteken és a füves zöld mezőkön keresztül vágtáznak.

## Szereplők

### Kicsi pónik
- Szélvészke – Világos rózsaszínű földi pónikölyök, sörénye fukszia, szeme kék, szépségjegye három narancssárga tölcsér fagylalt
- Hajnalfény – Kék színű rezgőszárnyú póni, sörénye barna, szeme kék, szépségjegye hajnalka
- Rózsaszirom – A rezgőszárnyú pónik királynője, sárga színű rezgőszárnyú póni, sörénye világos rózsaszín, szeme rózsaszín, szépségjegye három rózsaszín rózsa
- Bimbócska – Rózsaszínű színű egyszarvú póni, sörénye (piros és kék), szeme kék, szépségjegye három sötét piros gomb és két kék csillag
- Sarkcsillag – Rózsaszínű Pegazus póni, sörénye lila, szeme kék, szépségjegye rózsa iránytű
- Édenke – Világoskék színű Pegazus póni, sörénye világos rózsaszín, szeme rózsaszín, szépségjegye három rózsaszín és öt kék síp
- Pajkoska – Türkiz színű egyszarvú póni, sörénye (rózsaszín, sötét rózsaszín, fehér és zöld), szeme rózsaszín, szépségjegye öt pohár turmix
- Csillagfény – Sárga színű földi póni, sörénye zöld, szeme lila, szépségjegye varázspálca
- Árnyaska – Sötét rózsaszínű földi póni, sörénye szőke, szeme zöld szépségjegy öt napszemüveg
- Szeleske – Fehér színű egyszarvú póni, sörénye zöld és rózsaszín, szeme zöld, szépségjegye öt piros falevél
- Kedveske – Kék színű földi póni, sörénye (piros, kék, rózsaszín és fehér), szeme lila, szépségjegye három rózsaszín és három lila muffin

### Emberek
- Megan – Egy 13 éves szőke hajú lány, a pónik legfőbb vezetője
- Molly – Egy 7 éves szőke hajú kislány, Megan húga
- Danny – Egy 10 éves vörös hajú fiú, Megan öccse
- Varázs Olga – Egy gonosz boszorkány, aki elpusztítja a pónikat
- Borzaska – Egy kócos vörös hajú boszorkány, Varázs Olga lánya
- Bűzöske – Egy kövér fekete hajú boszorkány, Varázs Olga lánya

### Mesebeli lények
- Tüsike – Egy rózsaszín sárkánykölyök, a pónik barátja
- Furfang apó – Egy öreg bölcs törpe varázsló, aki segít a pónik gondján
- Ragya király – A ragyák királya
- Kegyetlenke – Az óriás pók, aki a boszorkányok háziállata
- Smooze – A boszorkányok különleges anyaga

## Magyar hangok
| Szereplő      | Eredeti hang     | Magyar hang                                | Magyar hang                 |
| Szereplő      | Eredeti hang     | Televideo, 1990                            | Mirax, 1997                 |
| ------------- | ---------------- | ------------------------------------------ | --------------------------- |
| Tüsike        | Charles Adler    | Felföldi László                            | Horváth Zoltán              |
| Megan         | Tammy Amerson    | Farkasinszky Edit                          | Zsigmond Tamara             |
| Szélvészke    | Alice Playten    | Farkasinszky Edit                          | Náray Erika                 |
| Pamacs #1     | Alice Playten    | Ujréti László                              | Markovics Tamás             |
| Varázs Olga   | Cloris Leachman  | Kránitz Lajos                              | Pásztor Erzsi               |
| Ragya király  | Danny DeVito     | Kránitz Lajos                              | Csuja Imre                  |
| Furfang apó   | Tony Randall     | Kránitz Lajos                              | Háda János                  |
| Borzaska      | Madeline Kahn    | Farkasinszky Edit                          | Kökényessy Ági              |
| Bűzöske       | Rhea Perlman     | Felföldi László                            | Kocsis Mariann              |
| Hajnalfény    | Russi Taylor     | Bognár Zsolt Felföldi László Újréti László | Orosz Anna                  |
| Borz          | Russi Taylor     | Bognár Zsolt Felföldi László Újréti László | Szokol Péter                |
| Rózsaszirom   | Russi Taylor     | Bognár Zsolt Felföldi László Újréti László | Somlai Edina                |
| Sarkcsillag   | Cathy Cavadini   | Bognár Zsolt Felföldi László Újréti László | Somlai Edina                |
| Bimbócska     | Sheryl Bernstein | Bognár Zsolt Felföldi László Újréti László | Biró Anikó                  |
| Édenke        | Sarah Partridge  | Bognár Zsolt Felföldi László Újréti László | Bartucz Attila              |
| Pajkoska      | Katie Leigh      | Bognár Zsolt Felföldi László Újréti László | Lux Ádám                    |
| Csillagfény   | Ellen Gerstell   | Bognár Zsolt Felföldi László Újréti László | Farkasinszky Edit           |
| Árnyaska      | Jill Wayne       | Bognár Zsolt Felföldi László Újréti László | Kiss Erika                  |
| Szeleske      | Nancy Cartwright | Bognár Zsolt Felföldi László Újréti László | Simorjay Emese              |
| Pamacs #4     | Nancy Cartwright | Bognár Zsolt Felföldi László Újréti László | Németh Gábor                |
| Pamacs #3     | Frank Welker     | Bognár Zsolt Felföldi László Újréti László | Németh Gábor                |
| Ragya #2      | Frank Welker     | Bognár Zsolt Felföldi László Újréti László | Gerdesits Ferenc            |
| Kedveske      | Laurel Page      | Farkasinszky Edit                          | Csere Ágnes                 |
| Molly         | Keri Houlihan    | Farkasinszky Edit                          | Vadász Bea                  |
| Danny         | Scott Menville   | Bognár Zsolt Felföldi László Újréti László | Tóth Barnabás               |
| Pamacs #2     | Laura Dean       | Bognár Zsolt Felföldi László Újréti László | Holl Nándor                 |
| Naptánc       | Laura Dean       | Bognár Zsolt Felföldi László Újréti László | Pataki Ági                  |
| Nőstény ragya | Susan Blu        | Bognár Zsolt Felföldi László Újréti László | Pataki Ági                  |
| Pille         | Susan Blu        | Bognár Zsolt Felföldi László Újréti László | Pataki Ági                  |
| Ragya #3      | Peter Cullen     | Bognár Zsolt Felföldi László Újréti László | Szokol Péter                |
| Ragya #1      | Michael Bell     | Bognár Zsolt Felföldi László Újréti László | Gerdesits Ferenc            |
| Kegyetlenke   | Michael Bell     | saját hangján                              | saját hangján               |
| ének          | N/A              | eredeti nyelven                            | Gerdesits Ferenc Pataki Ági |

## Betétdalok
| Magyar (1997)                        | Magyar (1997)                | Angol                          | Angol                       |
| Dal                                  | Előadó                       | Dal                            | Előadó                      |
| ------------------------------------ | ---------------------------- | ------------------------------ | --------------------------- |
| Én kicsi pónim nyitó kórusa          | Pataki Ági                   | My Little Pony Opening Chorus  | N/A                         |
| Miért nem vagytok olyanok, mint én   | Pataki Ági                   | Evil Witch Like Me             | Cloris Leachman             |
| Jobb lesz egyedül                    | Náray Erika Gerdesits Ferenc | I'll Go It Alone               | Alice Playten Charles Adler |
| Én elvégzem épp ezért                | Pataki Ági                   | I'll Do the Dirty Work         | Madeline Kahn Rhea Perlman  |
| Nem úszod meg a Smooze-t             | Pataki Ági Gerdesits Ferenc  | Nothing Can Stop the Smooze    | Jon Bauman Chorus           |
| Mindig lesz még egy másik szivárvány | Pataki Ági                   | There's Always Another Rainbow | Tammy Amerson               |
| Otthon                               | Gerdesits Ferenc             | Home                           | Tony Randall                |
| Ragya jó                             | Gerdesits Ferenc Pataki Ági  | Grundles Good                  | Chorus                      |
| Csak nekem nehéz az élet             | Náray Erika Pataki Ági       | What Good Could Wishing Do?    | Alice Playten Russi Taylor  |
| Én kicsi pónim záró kórusa           | Pataki Ági                   | My Little Pony Ending Chorus   | N/A                         |

## Televíziós megjelenések
Az új magyar szinkronnal a televízióban vetítették le.
- Duna TV, SATeLIT